# Otto Piller

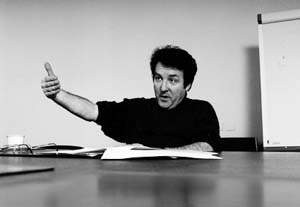
Otto Piller (1997), Foto von Erling Mandelmann

Otto Piller (* 26. Juni 1942 in Alterswil, heimatberechtigt in Plaffeien) ist ein Schweizer Politiker (SP) und ehemaliger Chefbeamter in der Bundesverwaltung.

## Leben
Piller wuchs in einer kinderreichen Arbeiter- und Kleinbauernfamilie in Alterswil auf und machte eine Lehre als Messtechniker. Danach studierte er am Technikum Burgdorf Elektronik und an der Universität Freiburg Mathematik und Physik, wo er im Bereich Kernphysik promovierte.
Ab 1972 war er für das Eidgenössische Amt für Messwesen (heute Eidgenössisches Institut für Metrologie) tätig, das er von 1984 bis 1996 als Direktor leitete. Von 1997 bis 2003 war er Direktor des Bundesamtes für Sozialversicherungen.
Von 2004 bis 2010 war er Präsident der Lungenliga Schweiz.

## Politik
Neben seiner Tätigkeit in der Bundesverwaltung war er für die SP politisch aktiv: Von 1976 bis 1979 war er Grossrat im Kanton Freiburg und von 1978 bis 1983 Gemeinderat in seinem Wohnort Alterswil. Von 1979 bis 1995 vertrat er Freiburg im Ständerat, den er 1992/1993 präsidierte.
Bei der Bundesratsersatzwahl 1995 war Piller einer der offiziellen Kandidaten seiner Partei für die Nachfolge von Otto Stich, unterlag jedoch im fünften Wahlgang Moritz Leuenberger.

## Schriften
- Das fokussierende Kristallspektrometer der Universität Freiburg. In: Nuclear instruments and methods 107 (1973), S. 61–77. (Diss. rer. nat. Freiburg/Schweiz, 1972)
- Einführung in die elektrische Messtechnik. AT-Verlag, Aarau 1984, ISBN 3-85502-217-8
- Die soziale Schweiz. Die schweizerischen Sozialwerke im Überblick. Haupt, Bern 2006, ISBN 3-258-07097-0; ISBN 978-3-258-07097-1
- Erinnerungen und Geschichten aus einer bewegten Zeit. Ächerli, Alterswil 2013. (Zweite, erweiterte Auflage, Alterswil 2021, ISBN 978-3-03-308613-5)
- Entdeckungen und Erfindungen, die die Welt veränderten. hep, Bern 2022, ISBN 978-3-03-552008-8